# SCO 그룹
SCO 그룹(SCO Group)은 2002년부터 2012년까지 존재했던 미국의 소프트웨어 회사로, 산타크루즈 코퍼레이션(원 사명 SCO)에 속한 유닉스 운영 체제 자산을 소유한 것으로 알려졌다. UnixWare 및 OpenServer 기술을 사용하고 CEO 달 맥브라이드가 이끄는 SCO-리눅스 논란으로 알려진 일련의 중요한 법적 싸움을 진행한다.
SCO 그룹은 2002년 칼데라 인터내셔널로 이름을 바꾸고 맥브라이드가 CEO가 되면서 사업 전략과 방향이 크게 바뀌면서 시작되었다. SCO 브랜드가 다시 강조되었고 UnixWare 및 오픈서버의 새 릴리스가 출시되었다. 또한 이 회사는 SCOBiz 및 SCOx 프로그램을 통해 전자상거래 분야에서도 몇 가지 이니셔티브를 시도했다. 2003년에 SCO 그룹은 점점 인기를 얻고 있는 무료 리눅스 운영 체제에 IBM이 부적절하게 넣은 상당한 양의 유닉스 코드가 포함되어 있다고 주장했다. SCOsource 사업부는 리눅스 사용에 대한 유닉스 라이선스 권리를 판매하여 회사의 지적 재산을 수익화하기 위해 만들어졌다. SCO 대 IBM 소송이 제기되어 수십억 달러의 손해 배상을 요구하고 업계 역사상 최고의 기술 전쟁 중 하나를 시작했다. 1년 후까지 회사와 관련된 4건의 추가 소송이 제기되었다.